# 労乃宣
労 乃宣（ろう だいせん/ろう ないせん）は、清末民初の文学者。字は季瑄、号は玉初または矩斎、晩号は韌叟。

## 経歴
同治7年（1868年）に進士となる。光緒5年（1879年）以降、臨楡・南皮・完県・呉橋等の知県となる。直隷省の地方官を務めていたが、義和団に反感を持ち、鎮圧を主張した。『義和拳教門源流考』を著し、義和団の起源は白蓮教であると主張したが、この説は後世の歴史学者からは疑問を持たれている。
1911年、京師大学堂（北京大学の前身）総教習となった。清朝滅亡後は遺老となり、康有為らとともに張勲復辟を擁護した。

## 研究内容・業績
音韻学者としては表音文字の導入を推進した。著書に『等韻一得』がある。
またドイツ人宣教師リヒャルト・ヴィルヘルムが『易経』をドイツ語に翻訳するのに協力した。

## 家族・親族
- 曾祖父：労樹堂。清朝の進士・官吏。

## 著書・著作
- CiNii(勞乃宣)